# Vespasianus
Titus Flavius Vespasianus, thường được gọi là Vespasian (tiếng Latinh: Titus Flavius Caesar Vespasianus Augustus; ngày 17 tháng 11 năm 9 - 23 tháng 6 năm 79), là một hoàng đế La Mã trị vì từ năm 69 cho đến khi ông mất năm 79 Công Nguyên. Vespasianus là người sáng lập của Triều đại ngắn ngủi Flavius, mà cai trị Đế quốc La Mã từ năm 69 tới năm 96 Công Nguyên. Ông được kế vị bởi 2 người con trai là Titus (79-81) và Domitianus (81-96).
Vespasianus hậu duệ của một gia đình kị sĩ mà đã trở thành một thành viên của viện nguyên lão dưới Triều đại Julius-Claudius. Mặc dù ông có đủ những tố chất để trở thành một quan chức của chính quyền như chấp chính quan năm 51, Vespasianus có được uy tín nhờ là sự thành công trong vai trò làm tướng lĩnh quân đội,ông đã tham gia trong cuộc xâm lược của người La Mã tại Anh năm 43, và chinh phục tỉnh Judaea trong cuộc khởi nghĩa của người Do Thái năm 66. Trong khi Vespasianus đang chuẩn bị cho cuộc vây hãm thành phố Jerusalem trong chiến dịch cuối cùng, hoàng đế Nero đã tự sát, khiến cho đế chế La Mã lâm vào tình trạng nội chiến của năm bốn hoàng đế. Sau khi Galba và Otho mất sau một thời gian ngắn kế vị,Vitellius trở thành hoàng đế giữa năm 69. Đáp lại, quân đội tại Ai Cập và Judaea tự tuyên bố Vespasianus làm hoàng đế vào ngày mùng 1 tháng 7. Trên con đường trở thành hoàng đế, Vespasianus đã có sự tham gia của Gaius Licinius Mucianus, thống đốc của Syria, người đã lãnh đạo quân đội của phe Flavius chống lại Vitellius trong khi Vespasianus nắm quyền kiểm soát Ai Cập. Ngày 20 Tháng 12, Vitellius bị đánh bại, và ngày hôm sau, Vespasianus được tuyên bố là hoàng đế bởi viện nguyên lão La Mã.
Ít thông tin thực tế về sự tồn tại của triều đình Vespasianus trong mười năm ông làm hoàng đế. Triều đại của ông được biết đến với những cải cách tài chính sau sự sụp đổ của Triều đại Julius-Claudius, các chiến dịch thành công chống lại Judaea, và dự án xây dựng nhiều tham vọng như Đấu trường La Mã. Sau khi ông qua đời ngày 23 tháng sáu, năm 79, ông đã được thừa kế bởi con trai cả của ông Titus.

## Gia đình và khởi nghiệp
Vespasianus được sinh ra ở Falacrina, tại vùng Sabine gần Reate. Cha ông, Titus Flavius Sabinus, là một người thuộc tầng lớp La Mã, người đã làm việc như là một quan chức chính thức của hải quan ở tỉnh châu Á và là một người cho vay tiền nhỏ ở Aventicum, nơi Vespasianus sống một thời gian. Mẹ ông, Vespasia Polla, là em gái của một người thuộc giai cấp Nguyên Lão.
Sau những sự thúc đẩy của mẹ ông,Vespasian theo sau người anh cả của ông cũng có tên là Titus Flavius Sabinus bước vào đời sống chính trị.Ông đã phục vụ trong quân đội như một lính bảo vệ quan bảo dân ở Thrace năm 36.Năm tiếp theo ông được bầu làm quan coi quốc khố, phục vụ ở Crete và Cyrene. Ông đã vượt qua hàng loạt quan chức La Mã để được bầu là Thị chính quan lần 2 năm 39 và làm pháp quan lần đầu năm 40 trong sự nỗ lực của mình,tạo cơ hội cho mình có được sự tín nhiệm của hoàng đế Caligula.
Cùng thời gian đó, ông kết hôn với Domitilla Cả, con gái một kị sĩ từ Ferentium. Họ có hai con trai, Titus Flavius Vespasianus (sinh 41) và Titus Flavius Domitianus (sinh 51), và một con gái, Domitilla (sinh 39). Domitilla mất trước khi Vespasianus làm hoàng đế. Sau đó người tình của ông, Caenis, là vợ không chính thức cho tới khi bà mất năm 74.
Sau khi Claudius lên ngôi năm 41, Vespasianus được bổ nhiệm làm Đại diện quan của Legio II Augusta, đóng tại vùng Germania, nhờ có sự ảnh hưởng của một người nô lệ được giải phóng của hoàng đế Narcissus.

### Xâm lược Britannia
Năm 43, Vespasianus và Augusta II tham gia vào cuộc xâm lược Anh của La Mã, và ông đã chứng tỏ mình khác biệt dưới quyền chỉ huy của Aulus Plautius. Sau khi tham gia trận đánh quan trọng đầu trên sông Medway và Thames, ông đã được gửi đến để chinh phục phần phía Tây Nam.
Vespasianus hành quân từ Noviomagus Reginorum (Chichester) để chinh phục các bộ lạc Durotriges và Dumnonii thù địch, chiếm hai mươi oppida. Ông cũng đã xâm chiếm Vectis (đảo Wight), cuối cùng thiết lập pháo đài và trụ sở của lính lê dương ở Isca Dumnoniorum (Exeter). Trong thời gian này ông bị thương và đã không hoàn toàn hồi phục cho đến khi ông đến Ai Cập. Những thành công này đã khiến ông được lễ diễu hành chiến thắng (ornamenta triumphalia) trên đường trở về thành La Mã.

### Sự nghiệp chính trị thời kì sau
Thành công của ông ở vị trí Đại diện quan của một quân đoàn, giúp ông nhận được chức chấp chính quan năm 51, sau đó ông đã thoái lui khỏi chính trường, do phát sinh sự thù hận với vợ Claudius, Agrippina. Ông trở lại quan trường năm 63 khi ông được cử làm thống đốc tỉnh châu Phi. Theo Tacitus (ii.97), sự cai trị của ông đã "tai tiếng và đáng ghê tởm" nhưng theo Suetonius (Vesp. 4), ông đã "nổi bật và rất vinh quang". Vespasianus đã sử dụng thời gian của mình ở Bắc Phi một cách khôn ngoan. Thông thường các thống đốc tỉnh được nhắm đến bởi các cựu chấp chính quan là cơ hội để kiếm số tiền lớn nhằm bù lại khoản tiền của họ mà họ đã chi cho các chiến dịch chính trị của họ trước đó. Tham nhũng như vậy đầy rẫy, mà gần như là một thống đốc sẽ trở lại từ những nơi đó với cái túi đầy tiền của mình. Tuy nhiên, Vespasianus sử dụng thời gian của mình ở Bắc Phi để kết bạn thay vì tiền; một cái gì đó mà có thể có giá trị hơn rất nhiều trong những năm tới. Trong thời gian ở Bắc Phi, ông thấy mình có những khó khăn tài chính và buộc phải thế chấp bất động sản của mình cho anh em mình.
Trở về từ châu Phi, Vespasianus tham gia chuyến lưu diễn Hy Lạp trong đoàn tùy tùng của Nero, nhưng mất sự sủng ái của hoàng đế sau khi không chú ý (một số nguồn tin cho thấy ông đã ngủ thiếp đi) trong một buổi diễn đàn lia của Hoàng đế, và cho thấy rằng ông không hiểu chính trị.

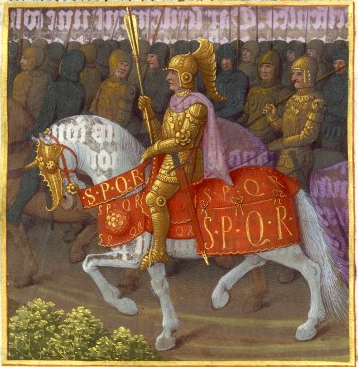
Tiểu hoạ vẽ năm 1470 mô tả cảnh Vespasianus cưỡi ngựa dẫn quân đánh trận trọng chiến tranh La Mã-Do Thái lần thứ nhất. trích từ các tác phẩm lịch sử của Josephus.

## Cuộc khởi nghĩa vĩ đại của người Do thái
Tuy nhiên, trong năm 66, Vespasianus được bổ nhiệm để đàn áp các cuộc nổi dậy lớn của người Do Thái ở Judaea. Một cuộc nổi dậy đã giết chết thống đốc trước đây và đánh đuổi Cestius Gallus, thống đốc của Syria, khi ông đã cố gắng để lập lại trật tự. Do đó, hai quân đoàn, với tám đội kỵ binh và mười đội quân phụ trợ, đã được phái đi dưới sự chỉ huy của Vespasianus, trong khi con trai ông, Titus, đến từ Alexandria với một đội quân khác. Trong thời gian này ông trở thành người bảo trợ của Flavius Josephus, một nhà lãnh đạo kháng chiến của người Do Thái bị bắt tại cuộc vây hãm Yodfat. Vào giai đoạn kết thúc, hàng ngàn người Do Thái thiệt mạng và nhiều thị trấn bị phá hủy bởi người La Mã - những người đã thành công trong việc tái lập quyền kiểm soát Judea. Họ chiếm Jerusalem trong năm 70. Ông được nhớ tới bởi Josephus, trong "phong tục của người Do Thái" của mình như là một viên chức công bằng và nhân đạo, trái ngược với Herod đại đế người nổi tiếng vì Josephus đề cập ông ta đã trở thành quỷ dữ.
Josephus, trong khi dưới sự bảo trợ của Hoàng đế La Mã, đã viết rằng sau khi quân đoàn La Mã Legio X Fretensis đi theo Vespasianus phá hủy Jericho vào ngày 21 Tháng Sáu 68, ông đã bắt một nhóm người Do Thái không biết bơi (có thể là người Essenes từ Qumran), trói họ lại, và ném họ xuống biển Chết để kiểm tra sức nổi huyền thoại của nó.

## Năm của bốn hoàng đế

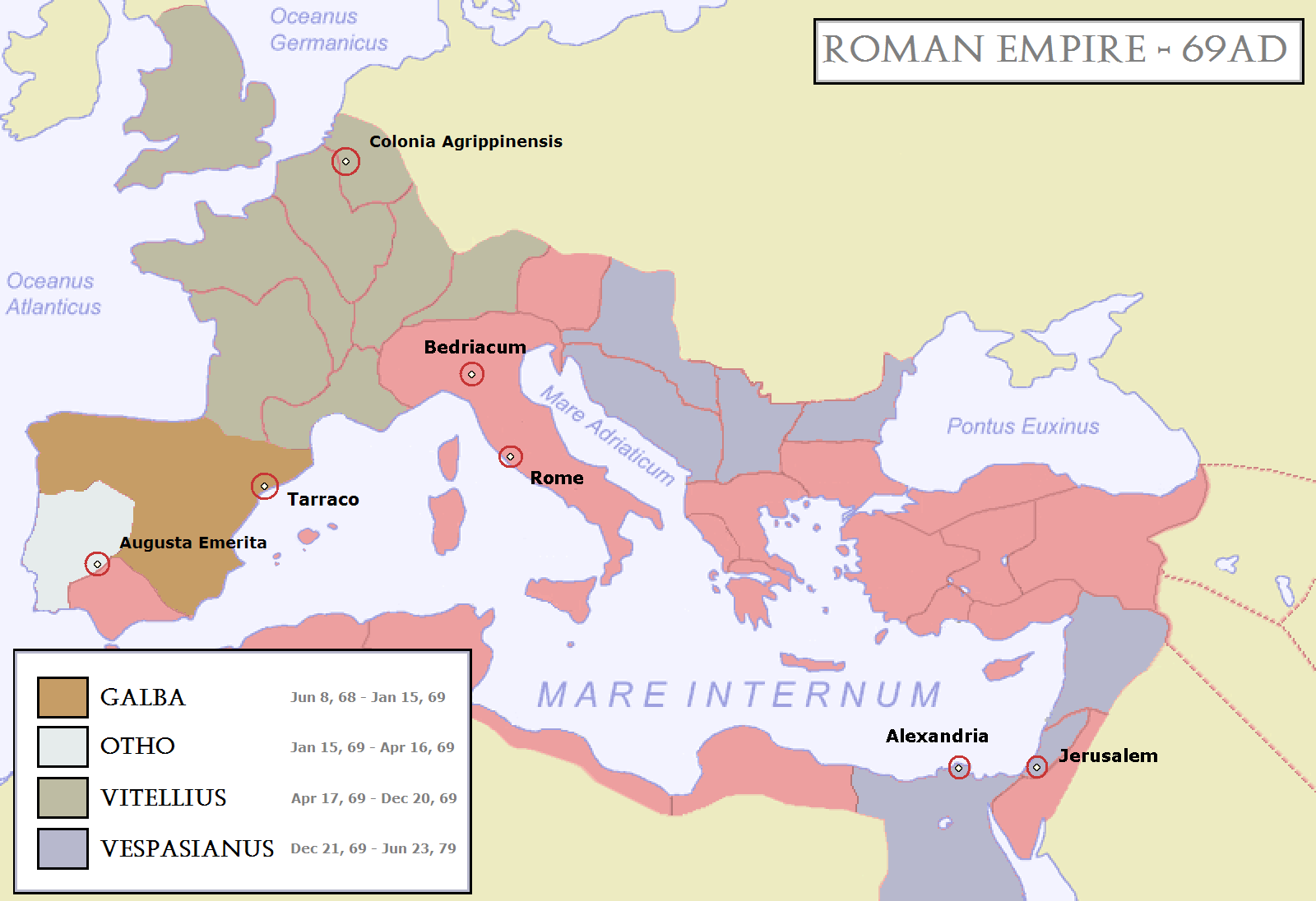
Bản đồ Đế quốc La Mã trong Năm tứ đế (69). Các khu vực màu lam thể hiện các tỉnh trung thành với Vespasianus và Gaius Licinius Mucianus.

Sau cái chết của Nero trong năm 68, La Mã đã có một loạt các hoàng đế cai trị một thời gian ngắn và một năm nội chiến. Galba đã bị ám sát bởi Otho, người đã bị đánh bại bởi Vitellius. Những người ủng hộ của Otho, đã tìm kiếm ứng cử viên khác để hỗ trợ, và hướng đến Vespasianus.
Theo Suetonius, một lời tiên tri phổ biến ở các tỉnh miền Đông tuyên bố rằng từ Judaea, những người cai trị trong tương lai của thế giới sẽ đến. Vespasianus cuối cùng đã tin rằng lời tiên tri này áp dụng đối với ông ta, và tìm thấy một số sấm truyền, tiên tri, và những điềm báo mà tăng cường niềm tin .
Ông cũng tìm thấy sự khích lệ ở Mucianus, thống đốc của Syria, và, mặc dù Vespasianus là một người kỷ luật nghiêm ngặt và cải cách mạnh tay, binh sĩ của Vespasianus đã dành ủng hộ tuyệt đối dành cho ông. Mọi con mắt ở phía Đông bây giờ hướng vào ông. Mucianus và các quân đoàn Syria đã sẵn sàng để hỗ trợ ông. Trong khi ông đang ở Caesarea, ông được tuyên bố là hoàng đế (1 Tháng Bảy năm 69), lần đầu tiên là quân đội tại Ai Cập dưới quyền Tiberius Julius Alexandrus, và sau đó là quân đội của ông ở Judaea (Ngày 11 tháng 7 theo Suetonius, ngày 03 tháng bảy theo Tacitus).
Tuy nhiên, Vitellius, người đang chiếm ngai vàng, có những đội quân tốt nhất của Rome bên phe ông ta - cựu chiến binh của quân đoàn Gallia và vùng sông Rhine. Nhưng uy tín của Vespasianus khiến ông nhanh chóng tập hợp được một quân đội mạnh, và quân đội của Moesia, Pannonia, và Illyricum sớm tuyên bố ủng hộ cho ông, và tôn ông làm làm chủ của một nửa của thế giới La Mã.
Trong khi Vespasianus ở Ai Cập để đảm bảo nguồn cung cấp lương thực của đế quốc, quân đội của ông đã tiến về phía đông bắc Ý dưới sự lãnh đạo của M. Antonius Primus. Họ đánh bại quân đội của Vitellius (đã chờ đợi ông ở Mevania) tại Bedriacum (hoặc Betriacum), cướp phá Cremona và tiến về La Mã. Họ tiến vào La Mã sau một cuộc chiến đấu dữ dội. Trong một sự nhầm lẫn do cuộc hỗn loạn, các công trình trên đồi Capitol đã bị đốt cháy và Sabinus, anh trai của Vespasianus đã bị giết bởi đám đông.
Ngay khi nhận tin loan báo về thất bại và cái chết của đối thủ tại Alexandria, vị hoàng đế mới một lần nữa gửi nguồn cung lương thực hết sức cần thiết đến Rome, cùng với một sắc lệnh hoặc lời tuyên bố về chính sách, trong đó ông đã bảo đảm một sự thay đổi toàn bộ luật pháp của Nero, đặc biệt là những người liên quan đến tội phản quốc. Trong khi ở Ai Cập, ông đã đến thăm đền Serapis, tại nơi này theo ghi chép, ông đã trải qua một giấc mộng.

## Hoàng đế

### Kết quả của cuộc nội chiến

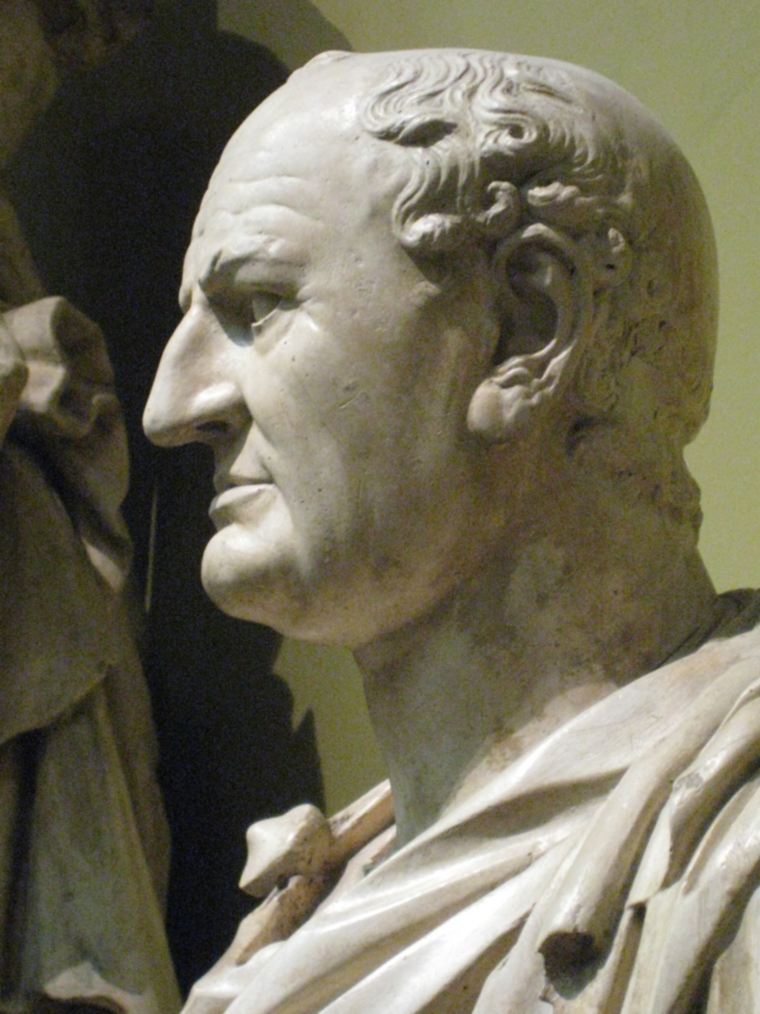
Tượng bán thân của Vespasian, Bảo tàng Pushkin, Moskva.

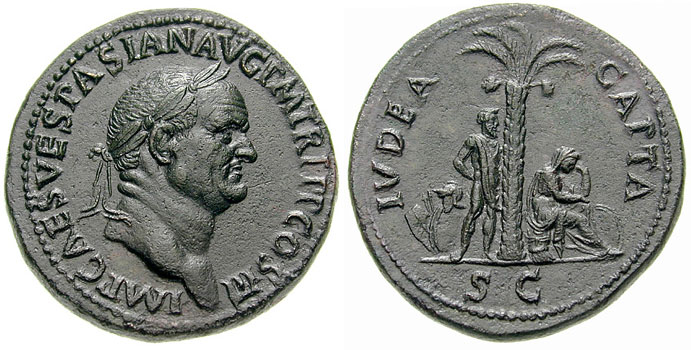
Đồng sestertius của Vespasian đúc năm 71 nhằm chúc mừng thắng lợi của ông trong chiến tranh La Mã-Do Thái lần thứ nhất. Mặt trước đồng xu là dòng chữ IMP. CAES. VESPASIAN AVG. P. M., TR. P., P. P., COS. III, còn mặt sau có dòng chữ là IVDEA CAPTA (Kẻ chinh phục Do Thái)

Vespasianus được tuyên bố là hoàng đế bởi Viện nguyên lão trong khi ông ở Ai Cập vào tháng 12 năm 69 (người Ai Cập đã tuyên bố ông làm hoàng đế vào tháng 7 năm 69). Trong một giai đoạn ngắn, việc quản lý của đế chế đã được giao cho Mucianus, với sự trợ giúp của con trai Vespasianus, Domitianus. Mucianus bắt đầu thời kì cai trị của Vespasianus với cải cách về thuế là để khôi phục lại nền tài chính của đế chế. Sau khi Vespasianus đến Rome vào giữa năm70, Mucianus tiếp tục nhấn mạnh với Vespasianus về vấn đề thu thuế càng nhiều càng tốt.
Vespasian và Mucianus thay thế những thuế cũ và thiết lập các thuế mới, tăng cống nạp từ các tỉnh, và giữ con mắt thận trọng đối với các quan chức kho bạc.
Đầu năm 70, Vespasianus vẫn còn ở Ai Cập, nguồn cung cấp ngũ cốc Rome, và đã không rời đi Roma. Theo Tacitus, chuyến đi của ông đã bị trì hoãn do thời tiết xấu  Các nhà sử học hiện đại đưa ra giả thuyết rằng Vespasianus đã và đang tiếp tục củng cố sự ủng hộ từ người Ai Cập trước khi khởi hành  Những câu chuyện về sự thần diệu của Vespasianus đã chữa bệnh cho mọi người được lưu truyền ở Ai Cập. trong thời gian này, khởi nghĩa đã nổ ra ở Alexandria về chính sách thuế mới của ông và các chuyến tàu ngũ cốc đã bị dừng lại. Vespasianus cuối cùng đã khôi phục lại trật tự và các chuyến tàu ngũ cốc tiếp tục đến Rome 
Ngoài cuộc nổi dậy ở Ai Cập, tình trạng bất ổn và cuộc nội chiến tiếp tục ở phần còn lại của đế quốc trong năm 70. Trong xứ Giu-đê, cuộc khởi nghĩa vẫn tiếp tục từ năm 66. Con trai của Vespasianus, Titus, cuối cùng đã dập tắt cuộc khởi nghĩa, chiếm Giê-ru-sa-lem và phá hủy đền thờ của người Do Thái trong năm 70. Theo Eusebius, Vespasianus sau đó ra lệnh lùng bắt tất cả các hậu duệ thuộc dòng dõi hoàng gia của vua David, khiến người Do Thái bị bức hại từ tỉnh này đến tỉnh khác.
Trong tháng một cùng năm, một cuộc nổi dậy khác đã xảy ra ở Gaul và Đức, được biết đến như là cuộc khởi nghĩa Batavi lần thứ hai. Cuộc khởi nghĩa này đã được lãnh đạo bởi Gaius Julius Civilis và Julius Sabinus. Sabinus, tuyên bố rằng ông là hậu duệ của Julius Caesar, tuyên bố bản thân mình là hoàng đế của Gaul. Cuộc khởi nghĩa đã đánh bại hai quân đoàn La Mã trước khi nó bị dập tắt bởi người em rể của Vespasianus, Quintus Petillius Cerialis, vào cuối năm 70.